# Альберто Вальдес
Альберто Вальдес (ісп. Alberto Valdés, 25 червня 1919 — 14 квітня 2013) — мексиканський вершник.
Олімпійський чемпіон 1948 року в командному конкурі.
Бронзовий призер Панамериканських ігор 1951 року в командному конкурі.